# West New Brighton
West New Brighton (även kallat West Brighton) är en stadsdel i New York, Richmond County, USA. Området ligger i North Shore-distriktet på Staten Island. I stadsdelen finns bland annat ett zoo (Staten Island Zoo), flera mindre kyrkogårdar, basebollplaner, ett barnmuseum, en kinesisk trädgård och Richmond University Medical Center. Enligt den amerikanska folkräkningen år 2000 bor 22 852 personer i West New Brighton.